# Чеві-Чейз (переписна місцевість, Меріленд)
Чеві-Чейз (англ. Chevy Chase) — переписна місцевість (CDP) в США, в окрузі Монтгомері штату Меріленд. Населення — 10 176 осіб (2020).

## Географія
Чеві-Чейз розташоване за координатами 38°59′33″ пн. ш. 77°4′30″ зх. д. / 38.99250° пн. ш. 77.07500° зх. д. (38.992537, -77.074926).  За даними Бюро перепису населення США в 2010 році переписна місцевість мала площу 6,22 км², з яких 6,20 км² — суходіл та 0,02 км² — водойми.

## Демографія
Згідно з переписом 2010 року, у переписній місцевості мешкало 9545 осіб у 3795 домогосподарствах у складі 2541 родини. Густота населення становила 1536 осіб/км².  Було 4058 помешкань (653/км²).
Расовий склад населення:
| - 86,7 % — білих - 4,8 % — чорних або афроамериканців - 4,3 % — азіатів - 0,2 % — корінних американців - 1,1 % — осіб інших рас |

До двох чи більше рас належало 3,0 %. Частка іспаномовних становила 5,5 % від усіх жителів.
За віковим діапазоном населення розподілялося таким чином: 24,8 % — особи молодші 18 років, 54,3 % — особи у віці 18—64 років, 20,9 % — особи у віці 65 років та старші. Медіана віку мешканця становила 45,6 року. На 100 осіб жіночої статі у переписній місцевості припадало 85,3 чоловіків;  на 100 жінок у віці від 18 років та старших — 81,2 чоловіків також старших 18 років.
Середній дохід на одне домашнє господарство  становив 223 057 доларів США (медіана — 159 957), а середній дохід на одну сім'ю — 282 268 доларів (медіана — 205 938). Медіана доходів становила 138 620 доларів для чоловіків та 101 167 доларів для жінок. За межею бідності перебувало 2,7 % осіб, у тому числі 3,1 % дітей у віці до 18 років та 2,5 % осіб у віці 65 років та старших.
Цивільне працевлаштоване населення становило 4726 осіб. Основні галузі зайнятості: науковці, спеціалісти, менеджери — 25,6 %, освіта, охорона здоров'я та соціальна допомога — 20,0 %, публічна адміністрація — 18,3 %.